# John Arnott MacCulloch
John Arnott MacCulloch (* 22. Juli 1868 in Edinburgh; † 8. September 1950) war ein britischer Gelehrter, der verschiedene Werke zur alten Mythologie schrieb. Sein Spezialgebiet war die Religion und Mythologie der Kelten.

## Schriften (Auswahl)
- Religion. Its Origin & Forms. J. M. Dent & Co., London 1904, (Digitalisat).
- The Childhood of Fiction : A Study of Folk Tales and Primitive Thought. John Murray, London 1905, (Digitalisat).
- Religion of the Ancient Celts. T. & T. Clark, Edinburgh 1911, (Digitalisat).
- Celtic Mythology. In: Louis Herbert Gray, George Foot Moore (Hrsg.): Mythology of All Races. Band 3. Jones, Boston MA 1918, S. 1–213.
- Medieval Faith and Fable. G. G. Harrap, London u. a. 1932.
- The Celtic and Scandinavian Religions (= Hutchinson’s University Library. World Religions. 10, ZDB-ID 846885-0). Hutchinson, London u. a. 1948.